# Ziro (provincie)
Ziro is een provincie van Burkina Faso in de regio Centre-Ouest. De provinciehoofdstad is Sapouy.

## Bevolking
Ziro telde in 2006 175.607 inwoners. In 2019 waren dat er naar schatting 241.000.

## Geografie
De provincie heeft een oppervlakte van 5139 km². Ze is onderverdeeld in zes departementen: Sapouy, Cassou, Gao, Dalo, Bakata en Bougnounou.

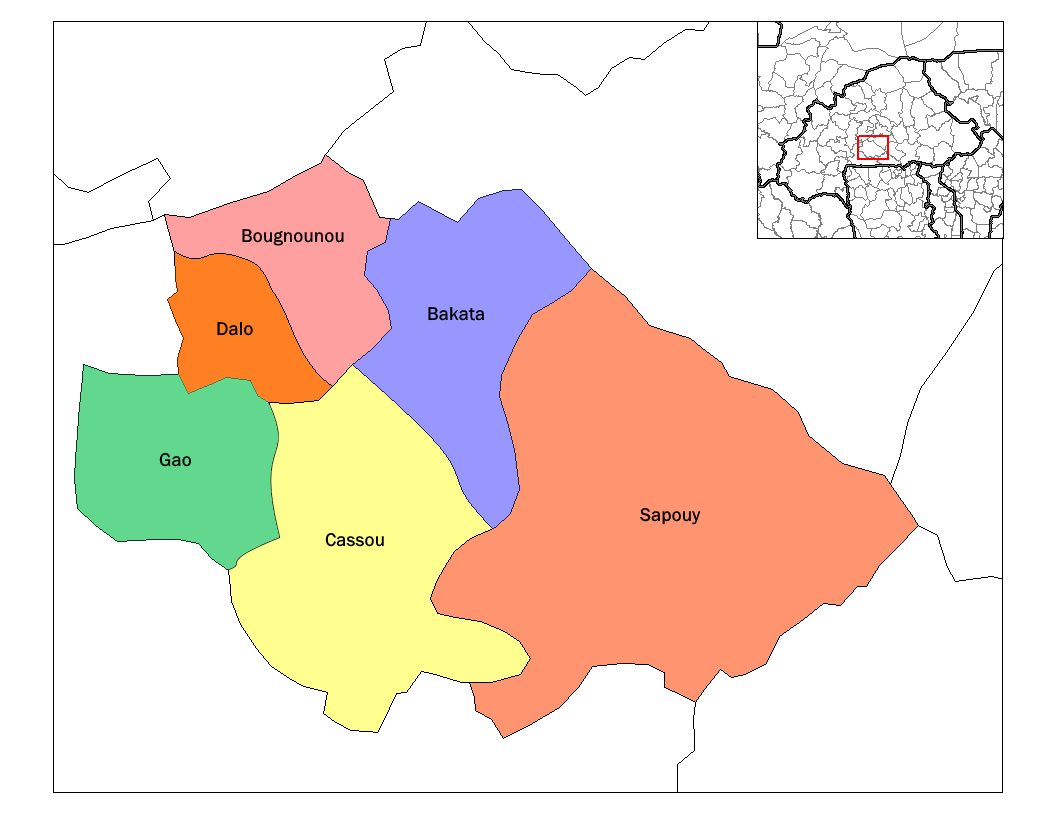
Departementen van Ziro

Balé · Bam · Banwa · Bazéga · Bougouriba · Boulgou · Boulkiemdé · Comoé · Ganzourgou · Gnagna · Gourma · Houet · Ioba · Kadiogo · Kénédougou · Komondjari · Kompienga · Kossi · Koulpélogo · Kouritenga · Kourwéogo · Léraba · Loroum · Mouhoun · Nahouri · Namentenga · Nayala · Noumbiel · Oubritenga · Oudalan · Passoré · Poni · Sanguié · Sanmatenga · Séno · Sissili · Soum · Sourou · Tapoa · Tuy · Yagha · Yatenga · Ziro · Zondoma · Zoundwéogo